# Emanuel Tilsch (překladatel)
Emanuel Tilsch (6. ledna 1906 Praha – ? 1990) byl český překladatel z angličtiny, okrajově i z italštiny a němčiny.

## Život
Narodil se jako syn doktora práv a profesora rakouského soukromého práva Emanuela Tilsche a spisovatelky Anny Marie Tilschové. Těžiště jeho překladatelské práce spočívá v překladech anglické i americké prózy, přičemž na překladech spolupracoval jak se svou první manželkou Emanuelou Tilschovou, tak i se svou druhou manželkou Taťánou Tilschovou.

## Nejvýznamnější překlady
- Richard Aldington: Henrieta, 1949.
- Roark Bradford: Černošský Pán Bůh a páni Izraeliti; Starej zákon a proroci; společně s Emanuelou Tilschovou doplnili o dvě kapitoly překlad Josefa Macha, 1957.
- Louis Bromfield: Paní Parkingtonová, společně s Taťánou Tilschovou, 1970.
- James Oliver Curwood: Barí, syn Kazanův, společně s Taťánou Tilschovou, 1973.
- James Oliver Curwood: Vlčák Kazan, společně s Emanuelou Tilschovou, 1960.
- Charles Dickens: Barnabáš Rudge, společně s Emanuelou Tilschovou, 1986.
- Charles Dickens: David Copperfield, společně s Emanuelou Tilschovou, 1955.
- Charles Dickens: Kronika Pickwickova klubu, společně s Emanuelou Tilschovou, 1952.
- Charles Dickens: Nadějné vyhlídky, společně s Emanuelou Tilschovou, 1960.
- Charles Dickens: Malá Dorritka, společně s Emanuelou Tilschovou, 1954.
- Charles Dickens: Mikuláš Nickleby, společně s Emanuelou Tilschovou, 1957.
- Charles Dickens: Starožitníkův krám, společně s Taťánou Tilschovou, 1976.
- Charles Dickens: Vánoční koleda, společně s Emanuelou Tilschovou, 1958.
- Theodore Dreiser: Finančník, společně s Emanuelou Tilschovou, 1961.
- George Eliot: Silas Marner, společně s Emanuelou Tilschovou, 1955.
- Lion Feuchtwanger: Goya, čili, Trpká cesta poznání, společně s Emanuelou Tilschovou, 1955.
- Daphne du Maurier: Zlatý hrad, společně s Taťánou Tilschovou, 1973.
- Karel May: Vinnetou, společně s Taťánou Tilschovou, 1976.
- Clara Reevová: Starý anglický baron, společně s Taťánou Tilschovou, 1970.
- Walter Scott: Rob Roy, společně s Emanuelou Tilschovou, 1959.
- Alan Sillitoe: Klíč ke dveřím, společně s Emanuelou Tilschovou, 1965.
- Upton Sinclair: Džungle, společně s Emanuelou Tilschovou, 1959.
- John Steinbeck: Neznámému bohu, společně s Emanuelou Tilschovou, 1970.
- John Steinbeck: Zlatý pohár, společně s Taťánou Tilschovou, 1972.
- Harriet Beecher Stoweová: Chaloupka strýčka Toma, společně s Emanuelou Tilschovou, 1957.
- Horace Walpole: Otrantský zámek, společně s Taťánou Tilschovou, 1970.
- Herbert George Wells: Neviditelný, společně s Emanuelou Tilschovou, 1957.